# Franciszek Jerzy Jaskulski
Franciszek Jerzy Jaskulski, ps. „Zagon”, „Zagończyk” (ur. 16 września 1913 w Castrop-Rauxel, zm. 19 lutego 1947 w Kielcach) – porucznik AK, komendant Inspektoratu Wolność i Niezawisłość.

## Życiorys
Był synem Ignacego i Marii z Kozalów, polskich emigrantów osiadłych w Westfalii. W 1926 roku powrócił do Polski i zamieszkał z rodzicami w Wielkopolsce, w Zdunach. W okresie 1926–1935 był członkiem pierwszej, a potem 8 Drużyny Harcerskiej im. Zawiszy Czarnego w Zdunach, organizowanej przez Ludwika Danielaka – jednego z twórców harcerstwa w powiecie krotoszyńskim. W latach 1928–1933 uczęszczał do Seminarium Nauczycielskiego w Krotoszynie. Po jego ukończeniu podjął pracę zarobkową w Urzędzie Gminnym w Zdunach. W 1935 roku został przeniesiony do gminy Kobylin. Przez 3 semestry studiował prawo. W 1937 roku ukończył Szkołę Podchorążych Rezerwy Kawalerii w Grudziądzu. Był działaczem harcerskim, w 1939 roku uzyskał stopień harcmistrza.
W 1939 roku zgłosił się ochotniczo do Wojska Polskiego i otrzymał przydział do 68 pułku piechoty. Brał udział w obronie Warszawy. W październiku zbiegł z niemieckiej niewoli i powrócił do domu w Zdunach, gdzie w latach 1940–1942 pracował na kolei w tzw. Bauzugach. Jednocześnie samorzutnie zorganizował młodzieżową grupę konspiracyjną i wydawał pismo konspiracyjne „Zagończyk”. W 1941 roku podporządkował się Związkowi Walki Zbrojnej; był m.in. komendantem podobwodu w Obwodzie Krotoszyn.
W styczniu 1943 roku, po dekonspiracji znacznej części struktur niepodległościowych na jego rodzinnym terenie, zbiegł na Lubelszczyznę. Od września 1943 roku był dowódcą Oddziału Dyspozycyjnego AK w Obwodzie Garwolin, następnie został dowódcą oddziału lotnego w Inspektoracie Rejonowym Puławy. W lutym 1944 roku objął dowództwo nad oddziałem partyzanckim działającym pod kryptonimem „Pilot”, który wszedł w skład 15 pułku piechoty AK; został awansowany do stopnia porucznika.
Brał udział w akcji „Burza”, m.in. uczestniczył w zdobyciu Puław. 21 lipca 1944 roku oddział przez niego dowodzony stoczył zwycięską walkę z niemiecką 150-osobową ekspedycją karną, która miała spalić Końskowolę. 30 lipca jego oddział został rozbrojony przez NKWD w Borysowie. Mimo to, po wybuchu powstania w Warszawie, grupa Jaskulskiego wraz z oddziałem Mariana Bernaciaka „Orlika” wyruszyła powstańcom na pomoc. Pod Garwolinem na skutek trudnej sytuacji oddziały zostały jednak rozwiązane.
Jaskulski, pozostając w konspiracji, równolegle podjął pracę jako sekretarz gminy w Górkach (powiat puławski). Aresztowany 3 listopada 1944 roku przez UB, wyrokiem z 8 stycznia 1945 roku został skazany „za udział w nielegalnej organizacji” na karę śmierci, utratę praw publicznych i przepadek mienia; wyrok ten został zmniejszony do 10 lat więzienia. Karę Jaskulski odbywał w więzieniu we Wronkach, skąd 4 września 1945 roku dokonał niezwykle brawurowej ucieczki w przebraniu strażnika. Powrócił na teren Puław, znany mu z poprzednio prowadzonej pracy konspiracyjnej.
Od grudnia 1945 do lutego 1946 roku był szefem referatu bezpieczeństwa Zrzeszenia WiN w Obwodach Kozienice i Puławy. Od lutego do maja 1946 roku – komendanta Inspektoratu WiN Kozienice, a od maja do lipca 1946 roku – komendanta Inspektoratu WiN, obejmującego Obwody: Radom, Kozienice, Starachowice, Kielce i Końskie, pod kryptonimem „Związek Zbrojnej Konspiracji” (ZZK); na tym terenie przyczynił się do zorganizowania licznych oddziałów partyzantki antykomunistycznej, które m.in. opanowały Szydłowiec i Skaryszew, zabijały współpracowników UB i NKWD, ponadto stoczyły wiele walk z grupami operacyjnymi NKWD, UB i KBW (m.in. w czerwcu 1946 roku). 15 czerwca 1946 roku dowodził zgrupowaniem oddziałów Związku Zbrojnej Konspiracji w starciu pod Zwoleniem z oddziałami Armii Czerwonej.
26 lipca 1946 roku został aresztowany przez UB na skutek zdrady bliskiego współpracownika. Wyrokiem Wojskowego Sądu Rejonowego w Kielcach z 17 stycznia 1947 roku został skazany na karę śmierci. Najwyższy Sąd Wojskowy oddalił skargę rewizyjną postanowieniem z 6 lutego 1947 roku. Bolesław Bierut nie skorzystał z prawa łaski. Wyrok został wykonany w więzieniu w Kielcach tuż przed wejściem w życie amnestii, która pozwalała na zmianę kar śmierci na karę dożywotniego więzienia lub 15 lat więzienia.
Za działalność konspiracyjną Jaskulski był odznaczony Krzyżem Srebrnym Orderu Virtuti Militari i Krzyżem Walecznych. Żonaty, pozostawił troje dzieci.
W 2009 roku został mu nadany pośmiertnie Krzyż Oficerski Orderu Odrodzenia Polski.
Postanowieniem Prezydenta Rzeczypospolitej Polskiej Andrzeja Dudy z dnia 1 marca 2019 roku, został odznaczony Krzyżem Komandorskim z Gwiazdą Orderu Odrodzenia Polski za wybitne zasługi poniesione z niezwykłym poświęceniem w walce o suwerenność i niepodległość Państwa Polskiego. Order odebrała prawnuczka, pani Katarzyna Marek, w trakcie obchodów Narodowego Dnia Pamięci „Żołnierzy Wyklętych” w Pałacu Prezydenckim.